# Takamaka (Seychelles)
Pour les articles homonymes, voir Takamaka.
Takamaka est l'un des 23 districts administratifs des Seychelles de l'île de Mahé.

## Géographie

### Démographie
Le district de Takamaka couvre 14,4 km2 et compte 3 000 habitants (2002).